# 重拳出击
《重拳出击》（英语：The Eliminators）是一部现代警匪剧，2001年4月3日播出。由陈小春、王敏德、尤勇、孙悦、谈芳兵、天明主演。导演杜云萍，编剧刘勇。

## 故事大纲
国际刑警组织抽调四国五方刑警，成立“重拳2000”特别行动小组，面对亚洲最大的犯罪团伙泰国熊氏家族。

## 角色列表

### 行动小组
- 尤勇 饰 李佐，组长，来自中国公安部。第11集因忙于工作在妻子淑萍临终时没有陪伴。有女儿珠珠。与熊中玲暧昧。第27集查出肝癌，第29集病情曝光住院并托王志强带珠珠去香港，第30集带病工作、因病去世。
- 王敏德 饰 查理德，来自英国。郑媛初恋，凯伦男友。指出熊中奇背后可能另有高人。第25集为了救郑媛被炸弹炸死。
- 陈小春 饰 王志强，来自香港。与黎琴相爱。进入迪娜时装公司为助手。第28集追求郑媛并与之相爱。第30集应李佐所求与郑媛带珠珠去香港。
- 孙悦 饰 郑媛，来自泰国。查理德初恋。卧底熊氏集团，与于宗信暧昧，假意与熊中伟交往，后为迪娜时装公司模特。第24集被熊中奇劫持，第25集被其作为诱饵但被查理德和于宗信所救。第26集追捕于宗信时被熊中奇派人黑枪袭击，因于宗信舍身救护得免。后与王志强相爱。第30集与王志强带珠珠去香港。
- 天明 饰 于宗信，来自韩国。卧底熊氏集团，与郑媛暧昧，被洪爱莲爱慕并与之结婚，但仍爱郑媛。因被李佐阻止未能使洪爱莲免于被黑魔强暴而变节。第24集父母被仇家黑魔所杀、应约与其决斗致黑魔死亡。第25集得知郑媛下落后告知查理德，一起救郑媛。第26集被郑媛逮捕时为救被黑枪袭击的郑媛而死。
- 黎琴，来自中国公安部。与王志强相爱。遇袭牺牲。
- 刘勇（编剧） 饰 他农，泰国警官。
- 彭越，队长。

### 熊氏集团
- 徐永革 饰 熊中奇，普龙原配长子，熊中伟、熊中玲、熊中杰、洪爱莲的兄长，熊氏集团董事长。不得父宠。第5集为避免异母弟熊中杰分宠而谋杀熊中杰，声称仇家所为，并以此诱父亲出山。第25集设计以郑媛为饵导致查理德的死亡。第26集派人枪杀郑媛导致于宗信的死亡。第27集被前辈们逼迫后杀死忠三爷、义叔等前辈们。第28集暴打洪七两次致瘫，被普龙逼迫将董事长让给熊中玲。第29集夺权失败被普龙枪杀并对外称自杀。临死在草地上写下公司文件密码，被警方和洪爱莲破解。
- 普龙（熊子正），熊中奇、熊中伟、熊中玲、熊中杰、洪爱莲之父，表面上退隐商海，实为幕后黑手，图谋通过窃取所得的AX晶片掌握印钞技术并颠覆政府。早已知道熊中杰被害真相。第28集因洪七被暴打决意复出，迫使熊中奇将董事长让给熊中玲。第29集杀死熊中奇、洪爱莲。第30集因郑媛发现熊中奇发给洪爱莲的短信而被发现握有晶片及杀害熊中奇；带走珠珠，被李佐挫败后在自家坠楼自杀。
- 徐永革 饰 熊中伟，普龙原配次子，熊中奇胞弟，熊中玲、熊中杰、洪爱莲的次兄。熊中奇不在时为熊氏在泰国的代理人。不得父宠。起初不知洪爱莲为自己妹妹，先后对洪爱莲、郑媛有非分之想。被于宗信杀死。
- 熊中玲（迪娜），普龙原配长女，熊中奇、熊中伟胞妹，熊中杰、洪爱莲之姐，何明治未婚妻。经营迪娜时装公司。与小弟熊中杰感情深厚。因不满熊氏集团的勾当与熊中奇不合，寻求自立。与李佐暧昧。在王志强身份暴露后仍与之交好。第28集接任董事长。
- 何味奇 饰 熊中杰，普龙后妻所生子，熊中奇、熊中伟、熊中玲弟，洪爱莲兄。深得父宠，与姐姐熊中玲感情深厚，长期在加拿大读书，对熊氏集团的业务一无所知。刚毕业，有一女朋友。第5集回国后被熊中奇炸死并嫁祸仇家所为。
- 谈芳兵 饰 洪爱莲，熊中奇、熊中伟、熊中玲、熊中杰之妹。名为洪七的女儿，实为普龙强暴洪七妻所生，一岁丧母，后被普龙揭穿身世。普龙出于赎罪心态对她宠爱有加。与于宗信相爱结婚。第28集因于宗信、忠三爷、义叔之死和洪七之伤决定与熊中奇为敌。第29集识破熊中奇所写公司文件密码，因被普龙发现将熊氏集团的信息传送给警方而被害，对外称失踪。第30集尸体在海边被发现。
- 阿霞，熊中奇的妻子。出轨。
- 何明治，熊中玲未婚夫。第26集在台湾被相好翠儿所杀。
- 洪七，普龙的义弟，洪爱莲名义上的父亲。丧妻后开酒吧与洪爱莲相依为命。第27集被前辈推举取代熊中奇，第28集为忠三爷、义叔不平被熊中奇打伤，劝说普龙出山又被熊中奇暴打致瘫。第29集被熊中玲告知洪爱莲失踪，同一集普龙在探病时暗示他自己已杀死洪爱莲。
- 阿威，熊中奇的手下，第28集改投普龙。第30集被捕。
- 大卫，熊中玲的员工。
- 忠三爷，前辈，意图请普龙出山及逼退熊中奇，第27集被熊中奇派人杀死。
- 义叔，前辈，意图请普龙出山及逼退熊中奇，第27集被熊中奇派人杀死。
- 三姐，熊家佣人。

### 其他
- 淑萍，李佐妻，珠珠母。第11集送珠珠去医院时死于车祸。
- 珠珠，李佐与淑萍的女儿。第30集被王志强和郑媛带去香港。
- 黑魔，曾被于宗信废去右手，故为仇家。强暴洪爱莲。第24集杀害于宗信父母，以于宗信母亲消息为饵约于宗信决斗，落败后坠崖。
- 尊尼。
- 凯伦，查理德女友。
- 金小虎，黑社会，与意大利黑手党勾结。